# سيرانو 2022
سيرانو 2022 مسلسل رسوم متحركة فرنسي يتكون من 26 حلقة عرض في عام 2001 تمت دبلجة المسلسل للغة العربية وعرض على قناة ام بي سي 3 وآرتينز.

## روابط خارجية
- سيرانو 2022 على موقع IMDb (الإنجليزية)
- سيرانو 2022 على موقع ألو سيني (الفرنسية)
- سيرانو 2022 على موقع قاعدة بيانات الفيلم (الإنجليزية)

- سيرانو 2022 على ألو سيني
- Fiche de la série sur Planète Jeunesse